# Nepenthes ephippiata
Nepenthes ephippiata là một loài nắp ấm thuộc họ Nắp ấm. Đây là loài bản địa Borneo.